# Qualificazioni al Campionato africano femminile di pallacanestro 2021
Le qualificazioni per il Campionato africano di pallacanestro femminile 2021 misero in palio sette posti per gli Campionati africani 2021 che si sono tenuti in Camerun.

## Qualificate di diritto
Grazie ai risultati della precedente edizione:
- Mali
- Mozambico
- Senegal
- Nigeria
- Camerun

## Eliminatorie Zona I
Tunisia unica partecipante.

## Eliminatorie Zona II
| Squadra    | P.ti | G | V | P | PF  | PS  | DP |
| ---------- | ---- | - | - | - | --- | --- | -- |
| Capo Verde | 3    | 2 | 1 | 1 | 132 | 124 | +8 |
| Guinea     | 3    | 2 | 1 | 1 | 124 | 132 | -8 |

Wild card a  Guinea

## Eliminatorie Zona III
Torneo non disputato.  Costa d'Avorio qualificata.

## Eliminatorie Zona IV
Torneo non disputato.

## Eliminatorie Zona V
Torneo a quattro squadre disputato a Kigali (Ruanda) tra il 14 e il 17 luglio 2021. Qualificata  Kenya. Wild card a  Egitto.

## Eliminatorie Zona VI
Torneo non disputato.  Angola qualificato.

## Eliminatorie Zona VII
Torneo non disputato.